# بیماری گوشه
بیماری گوشه (به انگلیسی: Gaucher's disease) جزء بیماری‌های ذخیره‌ای لیزوزومال (از دسته لیپیدوز) است. این بیماری ژنتیکی اتوزومال مغلوب می‌باشد.
بیماری گوشه با نقص در فعالیت یا کمبود آنزیم بتا - گلوکوسربروزیداز (b glucocerebrosidase) و در نتیجه تجمع گلوکوسربروزید در ماکروفاژهای بافتی که در کبد، طحال و مغز استخوان و گاهی در ریه، کلیه و روده یافت می‌شوند، تشخیص داده می‌شود. (به زبان ساده‌تر چربی در لیزوزوم ماکروفاژها تجمع می‌یابد و متابولیزه نمی‌شود)

## علائم بالینی
عوارض ثانویه خونی شامل آنمی شدید و ترومبوسیتوپنی به علاوه هپاتواسپلنومگالی (بزرگی کبد و طحال) پیشرونده و عوارض اسکلتی شامل استئونکروز و استئوپنی همراه با شکستگی‌های پاتولوژیک ثانویه، تورم غدد لنفاوی، عوارض نورولوژیک می‌باشند.

## درمان
درمان با جایگزین‌سازی آنزیم یا پروتئین دچار کمبود یا افزایش فعالیت آن به روش نوترکیب DNA است.
ایمیگلوسراز تزریقی، آنالوگ آنزیم انسانی بتاگلوکوسربروزیداز (b glucocerebrosidase) است که توسط تکنولوژی DNA نوترکیب تولید می‌شود.
تلاش برای جایگزینی نقص گلوکوسربروزیداز در بیماران گوشه توسط Brady و همکارانش با بکارگیری گلوکوسربروزیدازجنینی تغییر یافته (Ceredase) شروع شد. تکنولوژی DNA نوترکیب سپس به تولید موثرتر گلوکوسربروزیداز و تهیه (imiglucerase) انجامید که در ۱۹۹۴ پذیرفته شد.

## نگارخانه